# Twin Peaks, Östantarktis
Twin Peaks är en bergstopp i Antarktis. Den ligger i Östantarktis. Australien gör anspråk på området. Toppen på Twin Peaks är 1 100 meter över havet.
Terrängen runt Twin Peaks är varierad. Trakten är obefolkad. Det finns inga samhällen i närheten.